# Коста Кумануди
Коста Кумануди (Београд, 22. новембар 1874 – Београд, 27. новембар 1962) био је српски и југословенски политичар.
Од 1921. до 1922. је био министар финансија у влади Краљевине СХС, а од 1922. краће време и министар унутрашњих послова.
Средином двадесетих година краљеву продужену руку су међу демократама чинили Коста Кумануди и Војислав Маринковић. Од 1926. до 1929. је био градоначелник Београда.
Године 1941. потписао је Апел српском народу. После Другог светског рата оптужен је на Београдском процесу.